# Palaeoryctidae
De Palaeoryctidae ('oude/steengraver', uit het Grieks: ὀρύκτης, oryctes) zijn een familie van uitgestorven insectenetende zoogdieren die meestal tot de Cimolesta wordt gerekend. Alle soorten van deze familie zijn inmiddels uitgestorven. Het bekendste geslacht uit deze familie is Palaeoryctes, een ratachtig dier dat tijdens het Paleoceen in Noord-Amerika en Afrika leefde. Andere geslachten leefden ook in Europa en Zuid-Amerika.

## Beschrijving
Op basis van een bijna complete schedel van het geslacht Palaeoryctes, gevonden in New Mexico, is bekend dat paleoryctiden kleine, spitsmuisachtige insecteneters waren met een langwerpige snuit die leek op die van de leptictiden. In tegenstelling tot deze laatste is er echter weinig bekend over de postcraniale anatomie (het skelet zonder de schedel) van de paleoryctiden.
In tegenstelling tot de leptictiden, die een kort leven leidden, lijken de paleoryctiden voorouders te zijn geweest van soorten uit het Eoceen. Hoewel hun gebitsmorfologie nog steeds wijst op een voornamelijk insectenetend dieet, zijn ze tot op zekere hoogte ook verwant aan carnivoren uit het Eoceen zoals de creodonten.

## Taxonomie
De verwantschap tussen deze archaïsche groep en andere insectenetende zoogdieren is onzeker. De Palaeoryctidae werd oorspronkelijk door Sloan en Van Valen (1965) ingedeeld bij de nu opgeheven groep Insectivora en recenter door Scott et al. (2002) bij Eutheria. Zustergroepen zijn onder andere: Kennalestidae, Nanocuridae, Pantolestidae en Zalambdalestidae.
Over het algemeen is Palaeoryctidae gebruikt als een prullenbaktaxon, maar het wordt nu als verouderd beschouwd; de enige nu geldige groep insectenetende zoogdieren is de orde Eulipotyphla.